# Melbourne Victory FC
Melbourne Victory Football Club je australski nogometni klub iz Melbournea koji se natječe u A-League. Klub je osnovan 2004., najuspješniji je klub u ligi, također Melbourne Victory ima prosječno najveći broj gledatelja gledatelja u A-League. Prva sezona koju su odigrali bila je 2005./2006. i završili su na 7. mjestu. Klub je osvajao prvenstvo četiri puta: 2006./07., 2008./09., 2014./2015. i 2017./2018. Melbourn Victory ima i svoju žensku ekipu koja nastupa u W-League. Najveći rivali su im Melbourne City i Sydney FC.

## Trofeji
- A-League:
  - Prvaci (4): 2006./2007., 2008./2009., 2014./2015., 2017./2018.
- A-League Predsezonski kup
  - Prvaci (1): 2008./2009.
- FFA kup
  - Prvaci (1): 2014./2015.

## Vanjske poveznice
- Službena stranica